# Liste des romans des Conquérants de l'impossible
Cette page présente les 21 romans de la série Les Conquérants de l'impossible de Philippe Ébly.

## Destination Uruapan
- Publication(s) : 1971 chez Hachette (Bib. verte)

## Celui qui revenait de loin
- Publication(s) : 1972 chez Hachette (Bib. verte)

## L'Éclair qui effaçait tout
- Publication(s) : 1972 chez Hachette (Bib. verte) ; novembre 2002 chez Degliame

## L'Évadé de l’an II
- Publication(s) : 1973 chez Hachette (Bib. verte) ; février 2003 chez Degliame

## Pour sauver le Diamant Noir
- Publication(s) : 1973 chez Hachette (Bib. verte)

## …Et les Martiens invitèrent les hommes
- Publication(s) : 1974 chez Hachette (Bibliothèque verte)

## Le Navire qui remontait le temps
- Publications : 1974 chez Hachette (Bib. verte)

## La Ville qui n'existait pas
- Publication(s) : 1975 chez Hachette (Bib. verte) ; avril 2003 chez Degliame

## La Voûte invisible
- Publication(s) : 1976 chez Hachette (Bib. verte), novembre 2002 chez Degliame

## L'Île surgie de la mer
- Publication(s) : 1977 chez Hachette (Bib. verte) ; juin 2003 chez Degliame

## Le Robot qui vivait sa vie
- Publication(s) : 1978 chez Hachette (Bib. verte)

## S.O.S. Léonard de Vinci
- Publication(s) : 1979 chez Hachette (Bibliothèque verte) ; novembre 2003 chez Degliame.
- Remarque : le romancier indique la composition de l'Autinios (le métal qui permet de voyager dans le temps) ; il est un alliage d'or, de titane, de nickel et d'osmium (chapitre XVI, page 155).

## Le Naufragé des étoiles
- Publication(s) : 1980 chez Hachette (Bib. verte)

## Le Matin des dinosaures
- Publication(s) : 1982 chez Hachette (Bib. verte) ; 2004 chez Degliame

## La Grande Peur de l'an 2117
- Publication(s) : 1983 chez Hachette (Bib. verte)
- Remarque : Ce volume et les deux suivants, tout en étant des histoires pouvant se lire indépendamment, constituent une suite au sens où ils se déroulent dans le même contexte sur 70 ans (de 2117 à 2187), à savoir la Terre submergée par la fonte des glaces des pôles, la destruction de la civilisation puis la lente ré-évolution historique de la société.

## 2159, la fin des temps troublés
- Publication(s) : 1985 chez Hachette (Bib. verte)
- Remarque : Ce volume, le précédent et le suivant, tout en étant des histoires pouvant se lire indépendamment, constituent une suite au sens où ils se déroulent dans le même contexte sur 70 ans (de 2117 à 2187), à savoir la Terre submergée par la fonte des glaces des pôles, la destruction de la civilisation puis la lente ré-évolution historique de la société.

## Les Parias de l'an 2187
- Publication(s) : 1986 chez Hachette (Bib. verte)
- Remarque : Ce volume et les deux précédents, tout en étant des histoires pouvant se lire indépendamment, constituent une suite au sens où ils se déroulent dans le même contexte sur 70 ans (de 2117 à 2187), à savoir la Terre submergée par la fonte des glaces des pôles, la destruction de la civilisation puis la lente ré-évolution historique de la société.

## L'Ordinateur qui semait le désordre
- Publication(s) : 1986 chez Hachette (Bib. verte) ; avril 2004 chez Degliame

## Mission sans retour
- Publication(s) : 1996 chez Hachette (Bib. verte) ; septembre 2004 chez Degliame

## Le Prisonnier de l'eau
- Publication(s) : décembre 2007 chez Temps Impossibles

## Le Chien qui miaulait
- Publication(s) : mars 2009 chez Temps Impossibles

## Deviens Conquérant de l'impossible
Livres jeux dérivés de la série Les Conquérants de l'impossible, publiée par Hachette dans la collection Bibliothèque verte en 1987 :
- La Montagne aux robots  (ISBN 978-2-010120-40-4)
- L'Île aux pieuvres  (ISBN 978-2-010124-33-4)